# قناة الجزيرة الخضراء
قناة الجزيرة الخضراء هي فضائية سودانية تابعه لهيئة إذاعة وتلفزيون ولاية الجزيرة ومقرها مدينة ود مدني حاضرة الولاية وقد شارك في تصميم الشعار الخاص بالقناة عدد كبير من المصممين من ضمنهم المصمم الموهوب عمار محمد حسان ولكن لم توافق إدارة القناة على تصميمة .حيث انحازت إدارة القناة لتصميم الموجود حاليا الذي قام بتصميمة أحد العاملين بمطبعة الجزيرة

## بداية البث
بدات فضائية الجزيرة الخضراء البث التجريبي ورفع الشارة لها علي التردد12688قطبية 27500 علي القمر المصري نايل سات في العام 2016.
أكثر البرامج بثاً هي البرامج الثقافية في ولاية الجزيرة وتليها البرامج الغنائية ثم الدراسية وغيرها